# Serdar Ferhad Pascià
Serdar Ferhad Pascià (1530 – Istanbul, 1595) è stato un politico ottomano di ascendenza albanese. Fu due volte Gran Visir dell'Impero Ottomano tra il 1 ° agosto 1591 e il 4 aprile 1592 e tra il 16 febbraio 1595 e il 7 luglio 1595. Nel 1591 sposò Hümaşah Sultan, figlia del sultano Murad III.

## Carriera
Divenne un agha dei giannizzeri nel 25 febbraio 1582 ma lasciò la sua posizione per l'effetto di Koca Sinan Pascià. Nel 1582 fu nominato quarto visir dal Grand Visier Siyavuş Pascià e si unì alle forze ottomane durante la guerra ottomano-safavide dove divenne presto secondo comandante (serdar). Fece di Tebriz la sua base militare e catturò Ganja. Ha partecipato a negoziati pacifici con Shah Abbas I e ha trasformato Istanbul con l'ambasciata Sefavide. Il trattato di Ferhad Pascià del 1590 che pone fine alla guerra ottomano-safavide (1578-1590) (chiamato anche trattato di Costantinopoli) gli è stato intitolato.
La sua campagna militare di successo durante le guerre Sefavidi lo portò alla posizione di Grand Visier il 1 ° agosto 1591, ma lasciò nuovamente la sua posizione il 4 aprile 1592 per l'intrigo di Koca Sinan Pascià.

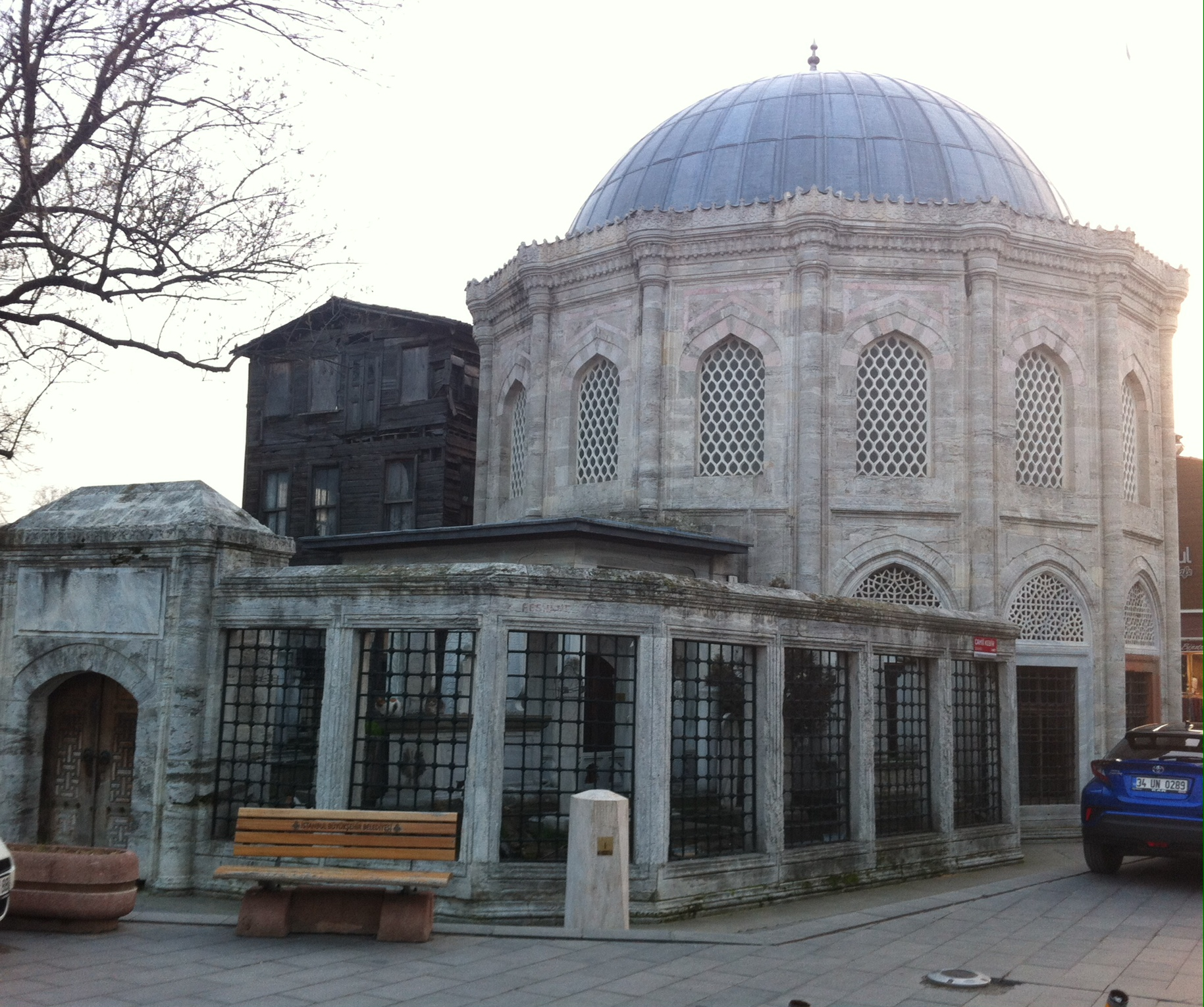
Türbe di Serdar Ferhad Paşa nella Moschea di Eyüp Sultan

Durante il suo secondo mandato in carica, iniziò una campagna militare contro Michele il Coraggioso, il sovrano di Valacchia che si ribellò all'Impero. Ordinò di costruire un ponte tra Ruse e Giurgiu per attraversare il fiume Danubio. Durante i preparativi, dovette affrontare una rivolta militare in evoluzione alle porte di Divan-ı Hümayun. Più di 1000 kuloğulları (soldati del corpo dei giannizzeri) hanno richiesto l'ulufe (stipendio) al Gran Visier per la loro campagna durante guerre ottomano-safavide, ma egli respinse tale richiesta. Pertanto si infiltrarono all'interno dei bölüks (divisioni) dell'esercito e li si organizzarono contro il gran visir, dicendo ad alta voce "Non accetteremo alcun ulufe fino a quando Ferhad Pascià non sarà decapitato per averci insultato". Ferhad Pascià incolpò Koca Sinan Pascià e Cığalazade Yusuf Sinan Pascià per quella provocazione e ordinò una severa punizione per entrambi. Ma fu convinto per una punizione attenuata ed esiliò Koca Sinan Pascià a Malkara e Cığalazade a Karahisar-ı Şarki.
Ibrahim Pascià, il secondo visir, che ha nominato governatore distrettuale della Porta, incitò il sultano Murad III a licenziare Ferhad Pascià. Il 7 luglio 1595, mentre Ferhad Pascià cercava di costruire un ponte a Ruse, fu costretto a perdere di nuovo la sua posizione, e Koca Sinan Pascià divenne di nuovo un grande visir quel giorno.